# Heterodon platirhinos
La serpiente de hocico de cerdo oriental (Heterodon platirhinos), es una especie de reptil inofensivo de la familia Colubridae. Habita en el sur de Estados Unidos y el norte de México. No se conocen subespecies.

## Características
Presentan dimorfismo sexual, pues la hembra es más grande que el macho. Son moderadamente gruesas, con una longitud total de 50 a 115 cm. Están marcados, por lo general, con grandes manchas oscuras sobre un fondo de color gris, marrón, beige, oliva o rosáceo. Su rasgo más característico es su gran cabeza y por la forma aplastada de su nariz que se parece a la de los cerdos. El color del vientre es gris, crema o rosado. Incuban en una longitud de 12,5 a 25,4 cm. Son a menudo confundidas con las serpientes de cascabel, pero son completamente inofensivas. Se las puede distinguir de estas serpientes, porque carecen de sonajeros en la cola y no tienen fosetas loreales propias de los cascabeles.

## Hábitat
La serpientes de hocico de cerdo orientales prefieren las zonas con suelos secos y sueltos, pero se pueden encontrar en una gran variedad de hábitats, desde bosques de pinos o bosques de hoja caduca a praderas. Han llegado a vivir durante 11 años en cautiverio, pero el tiempo que viven en la naturaleza es desconocido.

## Comportamiento
Resulta totalmente inofensiva para los seres humanos y para las grandes aves y mamíferos. Cuando esta serpiente se siente amenazada es capaz de imitar a la perfección a una víbora, estirando el cuello, siseando y contoneándose como tal para que sus posibles atacantes emprendan la huida. Si la estrategia no logra ahuyentar al enemigo, se retuerce y se agita como si sufriera convulsiones y, para terminar su escena, se tumba con el vientre hacia arriba y la boca abierta, simulando su propia muerte.
Están activas principalmente durante el día, a pesar de que pueden limitar la actividad a las mañanas y las tardes cuando el clima está caliente. Se alimentan y toman el sol al aire libre, pero normalmente están bajo tierra, troncos o escombros. Construyen sus propias madrigueras o amplían la de otros animales. Hibernan en madrigueras profundas o bajo troncos de árboles desde finales de octubre hasta principios de abril. Son animales solitarios.
Al igual que otras serpientes, la culebra de hocico de cerdo oriental, se basan principalmente en su sentido del olfato para percibir su entorno y comunicarse. También son sensibles a las vibraciones.

## Alimentación
Su dieta principal se basa en sapos y ranas, aunque también comen salamandras, pequeños reptiles, huevos de reptiles, pequeños mamíferos como ratones, pequeños pájaros e insectos. Estas serpientes también producen hormonas que les permiten incluso devorar sapos tóxicos, lo que hace que sea seguro comerlos. También poseen glándulas salivales que secretan una sustancia ligeramente tóxica con las que pueden someter a los anfibios, aunque es inofensivo para los seres humanos y otros animales.

## Enlaces externos

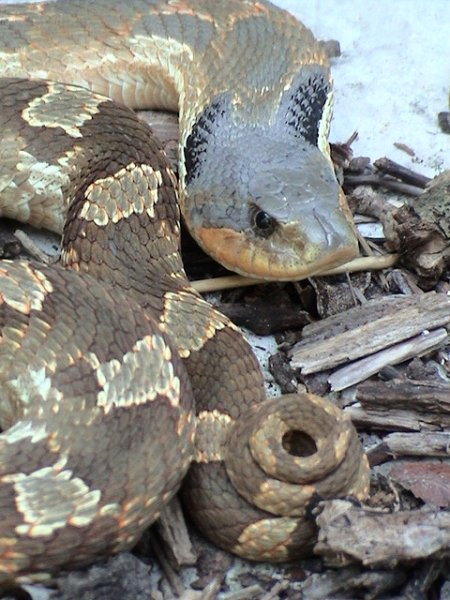
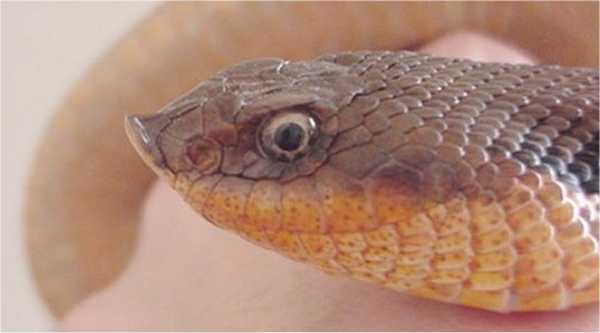
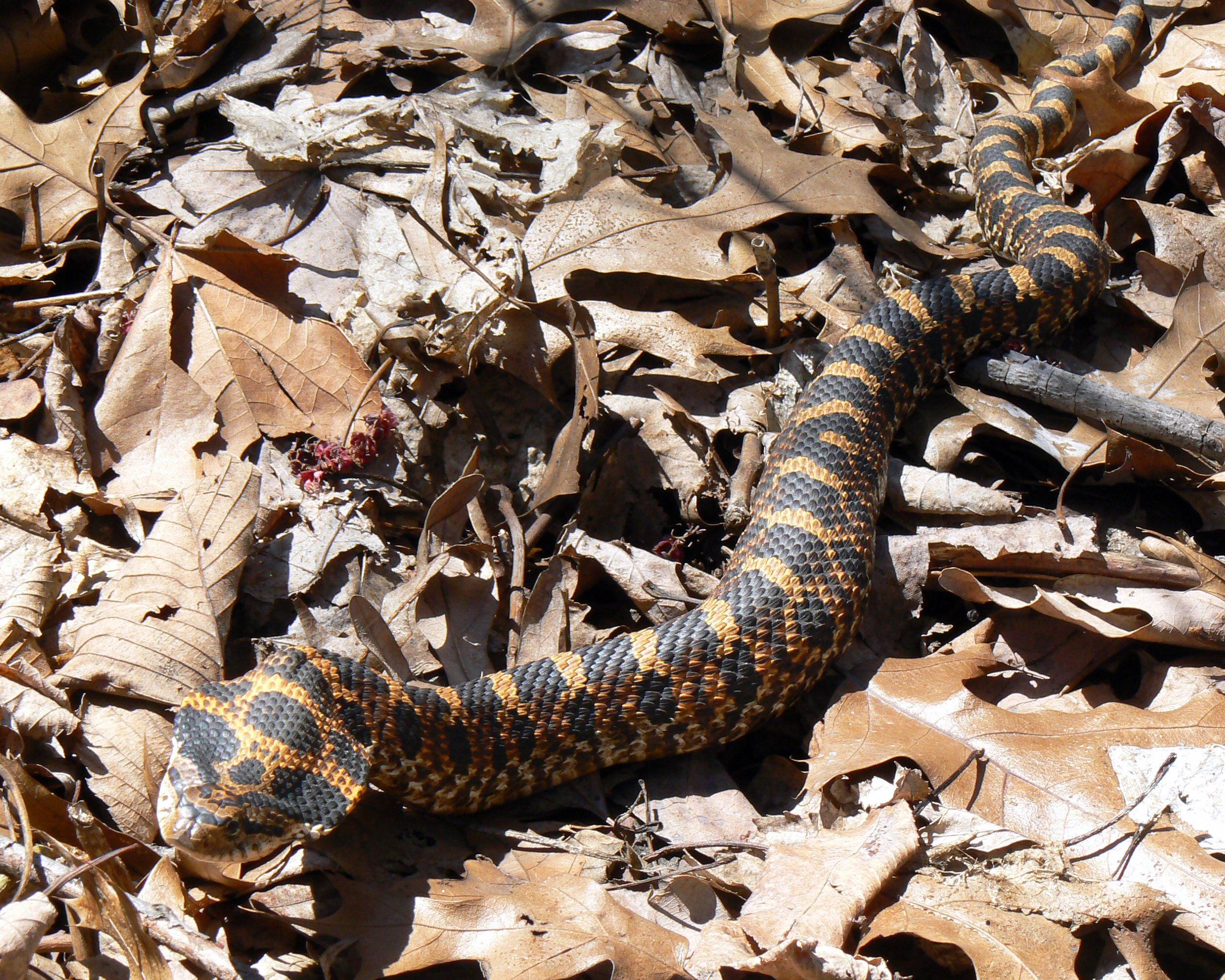